# Aljaž Ploj
Aljaž Ploj (* 30. August 1998 in Maribor) ist ein slowenischer Fußballspieler.

## Karriere

### Verein
Ploj begann seine Karriere beim NK Pobrežje. Zur Saison 2012/13 wechselte er zum NK Maribor. Zur Saison 2013/14 wechselte er in die Jugend des NK Aluminij. Im März 2016 stand er erstmals im Kader des Zweitligisten. Mit Aluminij stieg er am Ende der Saison 2015/16 in die 1. SNL auf. In der Saison 2016/17 kam er aber ausschließlich für die U-19 zum Einsatz. Im März 2018 gab er dann gegen den NK Olimpija Ljubljana sein Debüt in der 1. SNL. In der Saison 2017/18 kam er zu elf Einsätzen im Oberhaus. In der Saison 2018/19 kam er zu neun Einsätzen. In der Saison 2019/20 absolvierte er 22 Erstligapartien. In der Saison 2020/21 kam er zu 24 Einsätzen. In der Saison 2021/22 absolvierte er 15 Partien in der 1. SNL, aus der er mit Aluminij nach sechs Jahren wieder abstieg.
Zur Saison 2022/23 wechselte Ploj dann innerhalb der zweiten Liga zum NK Bistrica. Für Bistrica absolvierte er neun Partien in der 2. SNL. Im Januar 2023 schloss sich der Verteidiger dem österreichischen Regionalligisten USV St. Anna an. Für die Steirer kam er bis Saisonende zu 13 Einsätzen in der Regionalliga.

### Nationalmannschaft
Ploj debütierte im November 2019 für die slowenische U-21-Auswahl. Mit dieser nahm er 2021 auch an der Heim-EM teil. Während des Turniers kam er zu einem Einsatz, Slowenien schied in der Vorrunde aus.